# Pingasa singularis
Pingasa singularis là một loài bướm đêm trong họ Geometridae.